# Bahnstrecke Röthenbach–Scheidegg
| Streckennummer (DB): | 5430                    |                                              |             |
| Kursbuchstrecke (DB): | 406f (1966) 406c (1946) |                                              |             |
| Streckenlänge: | 9,92 km                 |                                              |             |
| Spurweite: | 1435 mm (Normalspur)    |                                              |             |
| |                         |                                              |             |
| \| \| \| von Buchloe \| \| \| \| \| von Weiler \| \| \| \| 0,00 \| Röthenbach (Allgäu) \| 705 m \| \| \| \| nach Lindau \| \| \| \| 2,76 \| Auers-Riedhirsch \| 715 m \| \| \| 4,15 \| Goßholz \| 750 m \| \| \| 5,42 \| Reichsbahn-Waisenhort (1936–1961, 1963–1966) \| 755 m \| \| \| 6,54 \| Lindenberg (Allgäu) \| 760 m \| \| \| 7,37 \| Waldsee b Lindenberg (1935–1961) \| 780 m \| \| \| 9,92 \| Scheidegg \| 784 m \| |                         |                                              |             |
| Strecke |                         | von Buchloe                                  | von Buchloe |
| Abzweig geradeaus und ehemals von links |                         | von Weiler                                   | von Weiler  |
| Bahnhof | 0,00                    | Röthenbach (Allgäu)                          | 705 m       |
| Abzweig ehemals geradeaus und nach rechts |                         | nach Lindau                                  | nach Lindau |
| Haltepunkt / Haltestelle (Strecke außer Betrieb) | 2,76                    | Auers-Riedhirsch                             | 715 m       |
| Bahnhof (Strecke außer Betrieb) | 4,15                    | Goßholz                                      | 750 m       |
| Haltepunkt / Haltestelle (Strecke außer Betrieb) | 5,42                    | Reichsbahn-Waisenhort (1936–1961, 1963–1966) | 755 m       |
| Bahnhof (Strecke außer Betrieb) | 6,54                    | Lindenberg (Allgäu)                          | 760 m       |
| Haltepunkt / Haltestelle (Strecke außer Betrieb) | 7,37                    | Waldsee b Lindenberg (1935–1961)             | 780 m       |
| Kopfbahnhof Streckenende (Strecke außer Betrieb) | 9,92                    | Scheidegg                                    | 784 m       |

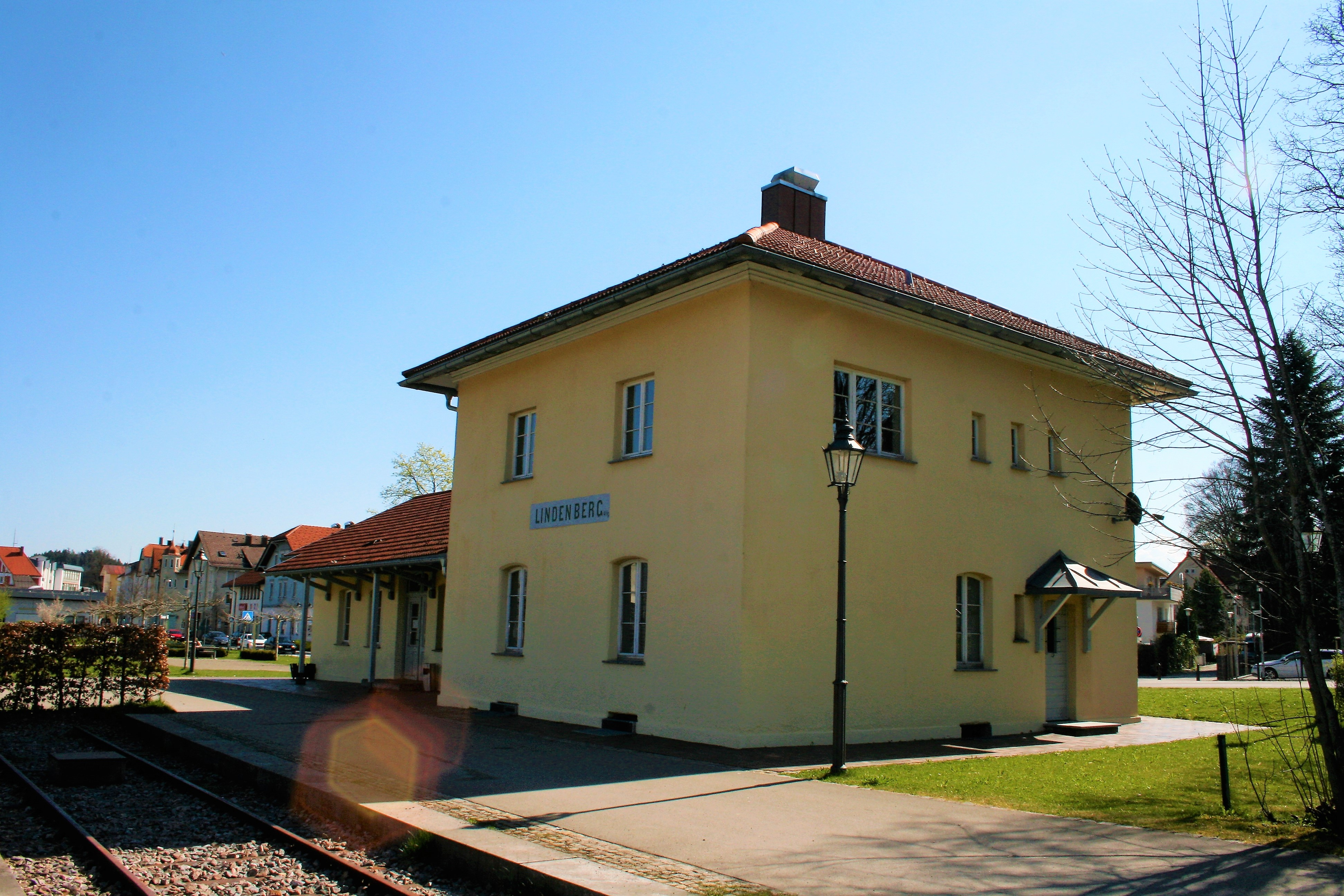
Bahnhof Lindenberg im Allgäu

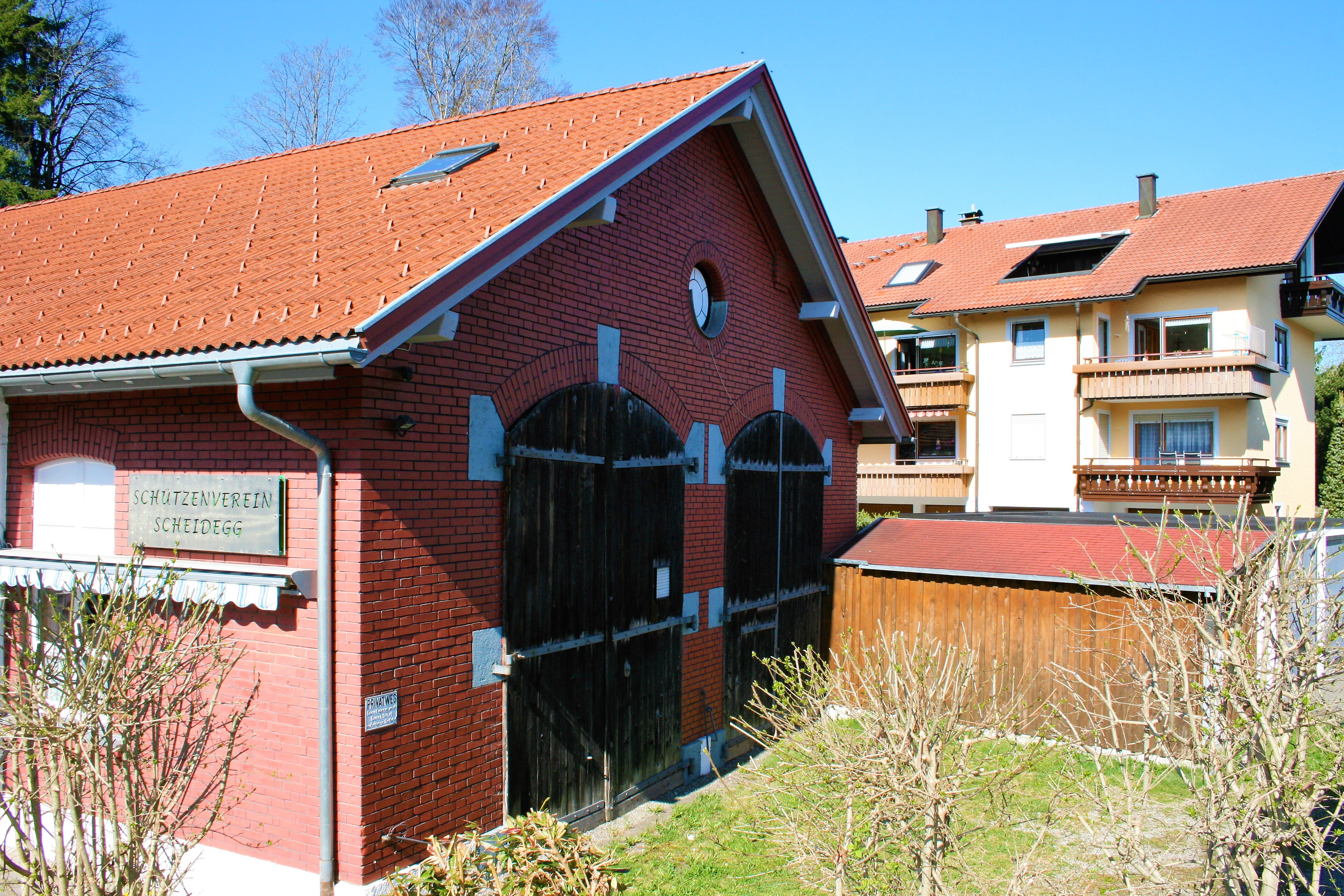
Lokomotivschuppen in Scheidegg

Die Bahnstrecke Röthenbach-Scheidegg  – auch Scheidegger Moosrutsche genannt – war eine 9,92 Kilometer lange Lokalbahn, die als Stichstrecke bei Röthenbach von der Bahnstrecke Buchloe–Lindau abzweigte und nach Scheidegg führte.

## Geschichte
Die Nebenbahn nach Scheidegg wurde am 1. Oktober 1901 eröffnet, mit maximal 28,6 Promille Steigung war sie eine der steilsten Nebenbahnen in Bayern. In Goßholz gab es nur ein kurzes Ladegleis, während in Lindenberg und Scheidegg ausgedehnte Gleis- und Ladeanlagen entstanden. Das wichtigste Transportgut waren über viele Jahre hinweg die in Lindenberg hergestellten Hüte.
Die gering frequentierten Haltepunkte Reichsbahn-Waisenhort, später Eisenbahn-Waisenhort, und Waldsee waren nur einige Jahre in Betrieb.
1944 verkehrten fünf Zugpaare täglich, außerdem morgens an Werktagen ein Zugpaar Lindenberg–Scheidegg. 1963 überwog schon das Angebot mit Bahnbussen (13 Fahrten), aber es verkehrten daneben werktags fünf beziehungsweise sonn- und feiertags vier Zugpaare. Letztere hatten dabei deutlich kürzere Fahrzeiten, weil am Wochenende die Mitnahme von Güterwagen entfiel.
Der Personenverkehr wurde am 25. September 1966 eingestellt. Auch der Güterverkehr zwischen Lindenberg und Scheidegg endete damals, nach anderen Quellen diente der Abschnitt Lindenberg–Waldsee aber noch bis 1976 der Bedienung eines Gaslagers. Zwischen Röthenbach und Lindenberg verkehrten noch bis zum 31. Juli 1993 Güterzüge. Noch in den 1980er Jahren wurde die Strecke von Montag bis Samstag zweimal täglich mit Übergabezügen befahren. Wichtigste Güterkunden waren eine Käserei und das oben genannte Gaslager.
Ein großer Teil der Trasse ist heute als Bahntrassenradweg ausgebaut. Das Empfangsgebäude in Lindenberg existiert noch, ebenso der Lokomotivschuppen in Scheidegg.